# Mormia proxima
Mormia proxima är en tvåvingeart som beskrevs av Krek 1971. Mormia proxima ingår i släktet Mormia och familjen fjärilsmyggor. Inga underarter finns listade i Catalogue of Life.